# Guillaume Van Kerckhoven

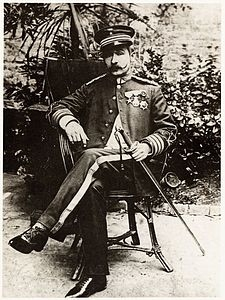
Guillaume (Willem) Frans Van Kerckhoven, ca. 1885, im Kongo

Guillaume François Van Kerckhoven bzw. flämisch: Willem Frans Van Kerckhoven (* 28. Januar 1853 in Mechelen, Belgien; † 10. August 1892 in Djebel Watti, Kongo-Freistaat) war ein belgischer Afrikaforscher und Offizier. Er war im Dienst des belgischen Königs Leopold II. am Belgisch-Arabischen Krieg (englisch: Congo-Arab War) gegen arabische und Swahili-Sklavenjäger beteiligt.

## Biographie
Van Kerckhoven war der Sohn von François Van Kerckhoven, einem Tischler, und seiner Frau Jeanne Catherine Miller.
Er besuchte die Sekundarschule am Gemeindekolleg Pitzemburg in Mechelen.
Mit 14 Jahren trat er in den päpstlichen Heeresdienst ein und wechselte mit 16 Jahren in die belgische Armee. Kerckhoven wurde Offiziersanwärter und durchlief die verschiedenen Unteroffiziersränge bis zum Dienstgrad Unterleutnant 1875 im 3. Linienregiment. Dann wurde er in die Königliche Militärakademie aufgenommen. 1881 diente er im Stab des 1. Artillerieregiments. Am 5. März 1883 wurde er zum topografischen Dienst im Militärkartografischen Institut abkommandiert, ein normales Verfahren für belgische Offiziere, die sich für den Dienst im Kongo beworben hatten.
In der Folge trat Kerckhoven die Reise in den Kongo an und übernahm zunächst am 16. August 1883 von Henri Avaert das Kommando über die Station Isanghila im Distrikt Cataractes zwischen der Küste und Leopoldville. Danach wurde er nach Mukumbi gerufen, um dort mit lokalen Stammesführern zu verhandeln. Anschließend begab er sich in das Gebiet der Bangala, wo er im Juni 1885 Camille Coquilhat in der Station Bangala ablöste.
Die Station war mehreren gewalttätigen Angriffen ausgesetzt. Nachdem er Vereinbarungen mit mehreren Stämmen geschlossen hatte, gelang es Kerckhoven, die ersten kongolesischen Soldaten zum Schutz und für die spätere Force Publique zu rekrutieren.
Nachdem er seine erste Einsatzzeit im Kongo absolviert hatte, kehrte er im Juni 1886 nach Belgien zurück.
Im Dezember 1886 kehrte er in den Bangala-Distrikt zurück, wo er zusammen mit Camille Coquilhat die ersten Ziegeleien einrichtete, die den Bau von festen Häusern ermöglichten, sowie Reis-, Kaffee- und Kakaoplantagen anlegte. Van Kerckoven erkundete weiterhin die Ufer der Flüsse Itimbiri und Aruwimi, während der unter seinem Kommando stehende Pierre Ponthier die Stationen Upoto, Umangi, Yambiga und Basoko gründete. An Bord seines Dampfers der Association Internationale Africaine machte er Jagd auf Schiffe von Sklavenjägern und kam in Yambuya dem britischen Major Barttelot und seiner Expeditionstruppe zu Hilfe, die Teil der Hilfsexpedition für Emin Pascha waren. Im Oktober 1888 wurde er zum Distriktkommissar erster Klasse (französisch: commissaire de district de 1ère classe) ernannt. Im Januar 1890 kehrte er nach Belgien zurück, nachdem seine zweite Dienstzeit im Kongo geendet hatte. Im November 1890 wurde er zum Staatsinspektor (französisch: inspecteur d'État) des Freistaates Kongo ernannt.
Ende 1890 kehrte Kerckhoven im Rang eines Capitaine-Commandant in den Kongo zurück. Er wurde mit dem Kommando über eine große Expedition in die nordöstlichen Randgebiete des Freistaats in Richtung Bahr-el-Ghazal im Südsudan beauftragt. Mit mehreren Dampfern und einer großen Streitmacht hatte er den Auftrag, sich den arabisch-swahili-Sklavenjägerbanden entgegenzustellen und die Kontrolle über eine elfenbeinreiche Region im Nordosten des Kongo zu erlangen. Seine Kolonne rückte entlang des Itimbiri durch das Tal des Oberen Uélé in Richtung Nil vor. Seine Truppen besiegten die arabischen Sklavenhändler und sein Stellvertreter, Pierre Ponthier, kaufte 250 Sklaven zurück. Am Kepoko-Fluss gründete er die Stationen Mangima, Swangu und Niangara und erreichte schließlich Wadelai am Weißen Nil. Nachdem er das Ziel seiner Expedition erreicht hatte, schloss er Verträge mit den Stammesführern.
Bereits auf dem Rückweg, starb Van Kerckhoven am 10. August 1892 in Djebel Watti. Er wurde versehentlich durch einen Schuss aus dem Gewehr getötet, das sein Offiziersbursche gerade nachlud. Er wurde dort begraben und Jules Alexandre Milz übernahm das Kommando über die Expedition.

## Ehrungen und Auszeichnungen
Es gibt nach Kerckhoven benannte Straßen in Mechelen und Antwerpen.

### Orden
- Ritter des Leopoldsordens;
- Ritter des Afrikanischen Sternenordens;
- Étoile de Service.